# Języki zachodniopapuaskie
Języki zachodniopapuaskie – grupa ok. 25 języków papuaskich używanych w Indonezji, przede wszystkim w prowincjach Papua Zachodnia (na półwyspie Ptasia Głowa) i Moluki Północne (zwłaszcza na wyspie Halmahera). Ich status lingwistyczny nie został w pełni rozstrzygnięty: stanowią albo rodzinę językową (grupę genetyczną), albo zespół niespokrewnionych rodzin, poddanych wzajemnym oddziaływaniom.
Według nowszych propozycji (Ethnologue, M. Donohue 2008) na rodzinę zachodniopapuaską składają się: języki północnohalmaherskie, języki zachodniej Ptasiej Głowy oraz języki yapen (z prowincji Papua) . Encyklopedia Krugoswiet podaje, że łącznie tymi językami posługuje się ok. 300 tys. ludzi, a języki ternate, tobelo i tidore zalicza do grupy najbardziej znaczących języków papuaskich w Indonezji (pod względem liczby użytkowników). W regionie występuje także kilka izolatów i grup o bliżej nieokreślonej przynależności, które również omawia się pod pojęciem języków zachodniopapuaskich (w sensie arealnym). Spekulatywna propozycja z 2005 r. łączy postulowaną rodzinę zachodniopapuaską z szeregiem innych języków indonezyjskiej Papui, lokując je w ramach rozszerzonej wersji tegoż zespołu.
Języki północnohalmaherskie występują poza obszarem Papui Zachodniej – w północnej części Halmahery (Moluki) oraz na okolicznych wyspach: Ternate, Tidore, Makian (zachodni fragment) i Morotai . Dotarły na północne Moluki najprawdopodobniej w wyniku migracji z Nowej Gwinei, być może jeszcze przed napływem języków austronezyjskich, aczkolwiek nie jest to pewne. Używane są przez grupę ludności, która jest bardziej pokrewna sąsiednim ludom austronezyjskim aniżeli mieszkańcom Nowej Gwinei, zarówno pod względem kultury, jak i cech fizycznych. Jest to jedyna rodzina językowa poza Melanezją – z wyjątkiem pewnych języków Timoru i okolic – którą podejrzewa się o pokrewieństwo z językami papuaskimi Oceanii.
Do lat 70. XX w. do rodziny zachodniopapuaskiej zaliczano także języki papuaskie Timoru oraz wysp Alor i Pantar w południowej Indonezji. W toku późniejszych badań klasyfikację tę uznano za błędną, a języki timor-alor-pantar zaczęto włączać w ramy rodziny transnowogwinejskiej (co uchodzi za bardziej słuszne). Stwierdzono także istnienie podobieństw słownikowych między językami zachodniopapuaskimi a andamańskimi, jednakże ich związki pozostają bliżej nierozstrzygnięte. Nowsza propozycja łączy języki zachodniopapuaskie z wysuniętymi na wschód językami torricelli.
Języki regionu są w różnym stopniu zagrożone wymarciem. Wszystkie z nich znajdują się pod presją języka narodowego Indonezji i lokalnych języków malajskich, a czasem również innych języków austronezyjskich. Przyczynia się do tego urbanizacja wraz z postępującym wpływem systemu edukacji.

## Typologia
Wykazują szereg punktów wspólnych w zakresie typologii, zarówno między sobą, jak i w porównaniu z okolicznymi językami austronezyjskimi. Jednocześnie odróżniają się od wielu innych rodzin języków papuaskich. Do charakterystycznych ich cech należą: mało złożona morfologia, rozróżnienie między rodzajem męskim i żeńskim w formach czasowników (3. os. l. poj.), obecność przyimków oraz szyk zdania SVO (podmiot orzeczenie dopełnienie). Prefiks 1. os. l. poj. konsekwentnie przybiera postać *t ∼ *d.
Wpływy austronezyjskie w typologii języków północnohalmaherskich, pomimo bliskości geograficznej obu rodzin językowych, są słabiej zaznaczone niż w pozostałych językach regionu. W konserwatywnych językach północnej Halmahery występują poimki oraz szyk zdania SOV (podmiot dopełnienie orzeczenie), zgodnie z hipotetyczną specyfiką języka prazachodniopapuaskiego; ponadto ich morfologia jest stosunkowo bogata. Również w języku yawa obowiązuje szyk SOV, przeważający w językach papuaskich.
W językach regionu częste są mieszane systemy liczbowe (łączące elementy przynajmniej dwóch systemów: piątkowego oraz dziesiątkowego bądź dwudziestkowego). Spotyka się podział na dzierżawczość zbywalną i niezbywalną (alienable vs inalienable possession). Złożone systemy klas rzeczowników, będące wyróżnikiem wielu rodzin papuaskich, nie są typowe dla tych języków (choć w niektórych z nich funkcjonują rodzaje gramatyczne).

## Klasyfikacja
Podział wewnętrzny podano za Ethnologue (wyd. 22):
- Języki północnohalmaherskie
  - Języki galela-loloda
    - galela
    - laba (kedi, loloda południowy)
    - loloda (loda, loloda północny)
    - modole (madole)
    - pagu (pago, isam)
    - tabaru (tobaru)
    - tobelo
    - tugutil (togutil)

  - Języki sahu
    - gamkonora
    - ibu
    - kao (kau)
    - sahu (sau)
    - waioli (wai)

  - Języki ternate-tidore
    - ternate
    - tidore

  - makian zachodni (makian barat, makian luar, moi)
- Języki zachodniej Ptasiej Głowy
  - kalabra
  - moi (mooi, mosana)
  - moraid
  - seget
  - tehit (kaibus, tahit)
- Języki yapen (yawa)
  - saweru
  - yawa (mantembu, mora, turu, yapanani, yava)

Inne:
- słabo udokumentowany język kuwani o nieznanej lokalizacji, należący do języków zachodniej Ptasiej Głowy (West Bird’s Head, WBH), z opisem ograniczającym się do listy słownictwa[25]
- do szerzej pojmowanej grupy języków zachodniopapuaskich (niekoniecznie tworzącej rodzinę) zaliczono też języki: meyah-sougb, mpur (amberbaken), maybrat, hattam-mansim, abun[2]
- według nowszych propozycji języki timor-alor-pantar (TAP) i języki południowej Ptasiej Głowy (South Bird’s Head, SBH)[b] należą do języków transnowogwinejskich, niemniej G. Reesink (2009) w swoim porównaniu typologicznym omawia je wespół z zachodniopapuaskimi[2].

## Historia
Początki badań lingwistycznych w regionie przypadają na XIX wiek. Języki zachodniopapuaskie stały się tym samym jednymi z najwcześniej poznanych i sklasyfikowanych języków papuaskich. W 1872 roku P.J.B.C. Robidé van der Aa zwrócił uwagę na pewne „nieindonezyjskie” cechy języków północnohalmaherskich (North Halmahera, NH), a ostatecznie ich nieaustronezyjskie pochodzenie wykazał Hendrik van der Veen w 1915 roku. Zbieżności strukturalne między językami północnohalmaherskimi a pewnymi językami Nowej Gwinei zauważył Wilhelm Schmidt w 1900 roku, zaliczając te pierwsze do grupy języków papuaskich (pojmowanej w sposób typologiczny). W II poł. XX w. H.K.J. Cowan poczynił obserwacje, które pozwoliły mu powiązać ze sobą szereg papuaskich rodzin Indonezji. Postulował m.in. pokrewieństwo języków NH i języków Ptasiej Głowy (Doberai), odnotowując istotne podobieństwa morfologiczne (w przedrostkach wyrażających podmiot) – które sugerują bliższy związek NH z językami zachodniej Ptasiej Głowy (West Bird’s Head, WBH) – oraz niewielką liczbę podobieństw słownikowych. W serii artykułów (1957–1965) przedstawił propozycję dużej rodziny (fyli) zachodniopapuaskiej, obejmującej: języki NH, większość papuaskich języków Ptasiej Głowy, język yawa z wyspy Yapen (względnie języki yapen), a także część języków półwyspu Bomberai oraz języki timor-alor-pantar (TAP). Początkowo do fyli zachodniopapuaskiej nie włączono języków wschodniej Ptasiej Głowy (East Bird’s Head, EBH) – sougb (mantion) i meax/meyah (mansibaber); ponadto Cowan nie uwzględnił niepoznanych wówczas języków hatam i borai. Niektórzy inni autorzy, jak S.A. Wurm (1975), stali na stanowisku, że obecność zbieżnych elementów w językach zachodniopapuaskich i TAP (oraz językach andamańskich) należy tłumaczyć wpływem substratu. Jednocześnie A. Capell zasugerował, że w wielu językach Małych Wysp Sundajskich i Moluków zaznaczyły się wpływy nieaustronezyjskiego podłoża językowego.
Pierwotna postać fyli zachodniopapuaskiej – z uwzględnieniem TAP oraz papuaskich języków Bomberai i południowej Ptasiej Głowy (South Bird’s Head, SBH) – nie przetrwała próby czasu, do czego przyczyniło się kilka czynników: niedoskonałość zastosowanej metody leksykostatystyki, nierozpoznanie niektórych pożyczek austronezyjskich i słaba jakość wykorzystanych danych. Wraz z pojawieniem się nowych danych języki TAP zaczęły być zaliczane do rodziny transnowogwinejskiej (aczkolwiek z ograniczoną dozą pewności). Niemniej zgodnie z propozycją, którą wysunął M. Donohue (2008), mógł istnieć kontakt między przodkami języków zachodniopapuaskich i rodziny TAP. Podobnie C.L. Voorhoeve (1984) nie wyklucza historycznego związku między językami zachodniopapuaskimi a niektórymi transnowogwinejskimi; odnotowano bowiem podobieństwa leksykalne między tymi grupami.
W 2005 roku Malcolm Ross zaproponował próbną koncepcję, według której języki zachodniopapuaskie (w tym ujęciu m.in. NH i WBH) miałyby tworzyć jedną z trzech gałęzi rozszerzonej rodziny zachodniopapuaskiej. W skład tej rodziny wchodziłyby też języki yawa (yapen), stanowiące kolejną gałąź, a także języki wschodniej Ptasiej Głowy, które to połączono z językami sentani, językiem tause i językiem burmeso. Ewentualnie mogłoby chodzić o trzy odrębne rodziny. Ross oparł tę propozycję na analizie form zaimków. Ethnologue (wyd. 23, 25) uwzględnia języki wschodniej Ptasiej Głowy i sentani (East Bird’s Head-Sentani) jako samodzielną rodzinę językową, wraz z burmeso, ale z wyłączeniem języka tause. O ile języki yapen zostały zaliczone do zachodniopapuaskich również w pierwotnej wersji propozycji, to C.L. Voorhoeve (1975) umieścił je w rodzinie języków wschodniej zatoki Geelvink (East Geelvink Bay), co nie wydaje się słuszne po ponownym przeanalizowaniu materiału słownikowego. Silnie odrębne języki sentani dzielą z WBH i NH pewne niewytłumaczone podobieństwa leksykalne (być może są to wpływy substratu zachodniopapuaskiego bądź ślady kontaktu z ludami Halmahery i Ternate w zamierzchłej przeszłości).
C.L. Voorhoeve (1988) uważa, że języki NH oraz wszystkie języki regionu Ptasiej Głowy (z wyjątkiem języka hatam i języków SBH) są ze sobą spokrewnione. Poza rodziną umiejscawia natomiast język yawa. Dodatkowo w artykule z 1987 r. postuluje pokrewieństwo języków zachodniopapuaskich i bliskich typologicznie języków torricelli (z Papui-Nowej Gwinei). M. Donohue (2008) uznaje języki yapen (yawa), NH i WBH za spokrewnione, określając języki zachodniopapuaskie jako grupę genetyczną. Zdaniem autora ich związek z EBH pozostaje niedostatecznie wykazany. S. Wichmann (2013) próbnie łączy języki WBH z izolatami abun i maybrat, lecz wiele innych grup (w tym NH, EBH i yawa) klasyfikuje poza tak zdefiniowaną rodziną. D.A.L. Flassy (2002) również łączy WBH z abun i maybrat, wyróżniając rodzinę „toror”. Obaj autorzy nie umiejscawiają tu odosobnionego języka mpur (kebar, amberbaken). G. Holton, M. Klamer (2018) i W.A. Foley (2018) nie wyrokują jednoznacznie w sprawie istnienia rodziny zachodniopapuaskiej, ale zauważają, że próby łączenia ze sobą przynajmniej niektórych grup zachodniopapuaskich (WBH, NH i yawa) mogą okazać się owocne. 
G. Reesink (1996) uważa rodziny WBH i NH za wyraźnie spokrewnione, ale powątpiewa w jedność genetyczną rodzin i izolatów Ptasiej Głowy (wyróżnia na tym obszarze siedem niezależnych grup językowych: WBH z NH, abun, maybrat, mpur, EBH, hatam, SBH). Nie potwierdza hipotezy łączącej języki zachodniopapuaskie z językami torricelli, gdyż podobieństwa między nimi sprowadzają się do cech typologii, a na poziomie leksyki w ogóle nie występują. W pracy z 1998 r. zebrał dane sugerujące wewnętrzne pokrewieństwo języków zachodniopapuaskich (bez SBH), jednocześnie próbując powiązać języki hatam i borai z EBH. W późniejszych pracach (2004, 2009) rozpatruje języki zachodniopapuaskie jako sieć samodzielnych rodzin i izolatów, lecz nie wyklucza istnienia związku genetycznego między grupami Ptasiej Głowy, a także pokrewieństwa tych rodzin z NH. Autor dochodzi do wniosku, że jeśli grupy zachodniopapuaskie faktycznie wywodzą się od tego samego przodka, to ich względnie niezależny rozwój, wraz z kontaktami z ludnością austronezyjską, zdołał zatrzeć większość faktów, które mogłyby świadczyć o ich wspólnym rodowodzie. Ponadto za czasów historycznych ludność regionu utrzymywała ze sobą stosunki handlowe (zwłaszcza w okresie istnienia sułtanatów Ternate i Tidore), co może wyjaśniać dzisiejsze rozprzestrzenienie wspólnych cech językowych. Biorąc pod uwagę mnogość wspólnych cech arealnych, języki Ptasiej Głowy i NH można określić jako ligę językową (Sprachbund).

## Zaimki osobowe
Porównanie przedrostków zaimkowych w językach NH (formy z różnych języków) oraz dwóch językach WBH: moi i tehit (Voorhoeve 1988 ↓, s. 194):
|                          | NH            | moi (WBH) | tehit (WBH) |
| ------------------------ | ------------- | --------- | ----------- |
| 1. os. lp.               | to-           | t(e)-     | t-          |
| 2. os. lp.               | no-           | n(e)-     | n-          |
| 3. os. lp. m.            | wo-, o-       | w(e)-     | w-          |
| 3. os. lp. ż.            | mo-           | m(e)-     | m-          |
| 1. os. lmn. (inclusivus) | po-, fo-, wo- | waw-      | f-          |
| 1. os. lmn. (exclusivus) | mi-           | mam-      | m-          |
| 2. os. lmn.              | ni-           | nan-      | n-          |
| 3. os. lmn.              | yo-           | y-        | y-          |
Ross rekonstruuje następujące zaimki języka prazachodniopapuaskiego:
| ja  | *da, *di-     | my (exclusivus) | *mam, *mi-      |
| ja  | *da, *di-     | my (inclusivus) | *po-            |
| ty  | *ni, *na, *a- | wy              | *nan, *ni-      |
| ona | *mV           | oni             | *yo, *ana, *yo- |
Formy te występują w głównych grupach zachodniopapuaskich. Język hattam odzwierciedla tylko rdzenie „ja” i „ty”, a mpur tylko „ty”, „wy” i „ona”.
Jako że w językach Nowej Gwinei samodzielne formy zaimków są nierzadko zapożyczane, oparcie analizy na formach przedrostków wydaje się bardziej miarodajne dla potrzeb klasyfikacji genetycznej.
W językach regionu często występuje rozróżnienie między inkluzywną a ekskluzywną formą 1. os. lmn., niezupełnie powszechne (choć spotykane) w językach papuaskich. Uważa się, że cecha ta została wprowadzona poprzez kontakt z językami austronezyjskimi. Ross uznaje ją za cechę arealną, niekoniecznie o proweniencji austronezyjskiej. Rozróżnienia tego nie odnotowano w kilku odosobnionych językach Ptasiej Głowy (mpur, abun, maybrat), a w hattam ogranicza się ono do prefiksów.

## Słownictwo i semantyka
Poszczególne rodziny i izolaty zachodniopapuaskie są od siebie silnie odrębne słownikowo (z wyłączeniem małej grupy możliwych wyrazów pokrewnych). Poniżej przedstawiono podstawowe słownictwo języków regionu: dwóch języków WBH (moi i tehit) oraz trzech izolatów (mpur, abun, maybrat): (wybór rozmaitych form z różnych, niekoniecznie spokrewnionych, języków; źródła: Miedema i Reesink 2004 ↓, s. 34; Reesink 2005 ↓, s. 202)
| słowo         | moi (WBH)  | tehit (WBH) | mpur  | abun      | maybrat |
| ------------- | ---------- | ----------- | ----- | --------- | ------- |
| ’ramię/ręka’  | nin        | naa         | wom   | cim       | atem    |
| ’noga/stopa’  | eelik      | deit        | pet   | wis       | ao      |
| ’dom’         | keik       | mbol        | jan   | nu        | amah    |
| ’dobry’       | bok        | hnjo        | mafun | ndo       | mof     |
| ’pies’        | oofun      | mqaan       | per   | ndar      | mtah    |
| ’świnia’      | baik       | qorik       | dwaw  | nok       | fane    |
| ’kura domowa’ | kelem tole | kokok       | kokor | dam kukur | kok     |
| ’wesz’        | -jam       | hain        | im    | im        | sruom   |
| ’woda/rzeka’  | kla        | kla         | war   |           | aja     |
| ’banan’       | o          | ogo         | fa    | weu       | apit    |
Podobieństwa leksykalne między językami NH (galela i pagu) a językami WBH (moi i tehit):
| słowo         | galela (NH) | pagu (NH) | moi (WBH) | tehit (WBH) |
| ------------- | ----------- | --------- | --------- | ----------- |
| ‘głowa’       | sahe        | saek      | sawa      | safakos     |
| ‘owoc’, ‘oko’ | sopo        | sowok     | suwo      | sfuon       |
| ‘jajko’       | gosi        | –         | –         | esyen       |
| ‘mężczyzna’   | ya-nau      | naul      | ne        | nau         |
| ‘mięso’       | lake        | lakem     | kem       | qan         |
| ‘drzewo’      | gota        | –         | –         | kot         |
| ‘woda’        | ake         | akel      | kala      | kla         |
| ‘pić’         | oke         | okel      | ook       | ooqo        |
| ‘dźgać’       | saka        | sakal     | saa       | sqaa        |
We wszystkich językach zachodniopapuaskich zaznaczyły się wpływy leksyki obcej (choć w różnym stopniu), co utrudnia określenie ich wzajemnych związków. W językach NH zakorzeniło się wiele pożyczek austronezyjskich (sięgających bardzo wczesnego okresu), a w językach Ptasiej Głowy występuje duża liczba zapożyczeń z języka biak i innych języków zatoki Cenderawasih. W językach zachodniopapuaskich (i okolicznych austronezyjskich) zjawiska poznawcze, emocje i uczucia (np. „kochać”, „lubić”, „pamiętać”, „nienawidzić”) są nierzadko wyrażane przy użyciu słów oznaczających części ciała lub narządy, takie jak żołądek.  

## Szyk wyrazów i przeczenie
Dla wielu języków regionu typowy jest szyk zdania SVO, rzadki w językach papuaskich. Dotyczy to języków WBH oraz kilku bliskich geograficznie izolatów (abun, mpur i maybrat). Szyk SVO występuje też w oddalonej rodzinie torricelli. W językach NH podstawowy szyk zdania to często SOV, ale w niektórych językach tej rodziny (ternate-tidore, makian zachodni, sahu, pagu) przybiera on postać SVO, ze względu na wpływ austronezyjski. W języku yawa, a także w wyłączonych stąd rodzinach SBH i TAP, obowiązuje szyk SOV.
Przypuszcza się, że pierwotny szyk zdania – w hipotecznym prajęzyku rodziny – miał postać SOV (co oznaczałoby, że języki NH reprezentują konserwatywny profil typologii). G. Reesink (1998) uważa, że porządek SVO w papuaskich językach Ptasiej Głowy został zapożyczony z języków zatoki Cenderawasih, zastępując SOV, lecz C.L. Voorhoeve (1987) nie wyklucza możliwości, że to w językach NH doszło do zmiany szyku zdania z SVO na SOV (po czym znów pojawił się układ SVO). Sporadyczna obecność szyku SVO w językach papuaskich bywa tłumaczona kontaktem z językami austronezyjskimi. M. Donohue (2005) sugeruje jednak, że języki Ptasiej Głowy przejęły tę cechę z wcześniejszego substratu językowego. 
We wszystkich językach zachodniopapuaskich przeczenie znajduje się na końcu zdania składowego; podobnie zachowują się przysłówki aspektualne. W językach NH (np. pagu) i WBH (przynajmniej w moi i tehit) bywa, że przeczenie następuje bezpośrednio po czasowniku. Charakterystyczna forma przeczenia ba~βa~wa występuje także w okolicznych językach austronezyjskich (przypuszczalnie została zapożyczona ze źródła zachodniopapuaskiego). Jej użycie zarejestrowano m.in. w językach biak, dusner i wamesa (windesi).
Składniki frazy rzeczownikowej w językach zachodniopapuaskich są uporządkowane w następujący sposób: rzeczownik-przymiotnik-liczebnik-określnik wskazujący. Dla języków zachodniopapuaskich typowe są konstrukcje dzierżawcze, w których określnik dzierżawczy zajmuje miejsce przed rzeczownikiem określanym.

## Fonologia
Wszystkie języki papuaskie ze wschodniej Nusantary mają pięć lub więcej samogłosek.
Języki abun i mpur mają charakter tonalny: mpur ma cztery tony leksykalne, abun zaś trzy. W meyah i sougb występuje akcent toniczny. Wszystkie pozostałe języki półwyspu Ptasia Głowa są pozbawione tonów.
Wśród języków Ptasiej Głowy największy zasób spółgłosek ma abun. Sąsiadujący z nim maybrat dysponuje natomiast najuboższym zasobem spółgłosek w regionie. Duże zasoby spółgłosek występują również w językach północnohalmaherskich (jak np. tobelo, tidore i sahu).